# Марголис, Джозеф
Джозеф Марголис (англ. Joseph Margolis; 16 мая 1924, Ньюарк, штат Нью-Джерси, США — 8 июня 2021) — американский философ, сторонник и видный представитель эмерджентного материализма и радикального историцизма, критик основных положений западной философии, автор оригинальной формы релятивизма. Основной вклад внес в философию гуманитарных наук и эстетику. Джозеф Марголис — почётный президент и пожизненный член Международной эстетической ассоциации.
На его философские взгляды оказали влияние идеи Протагора, Г. В. Ф. Гегеля, Ч. С. Пирса, Д. Дьюи, Л. Витгенштейна, У. В. О. Куайна.

## Биография
Джозеф Марголис родился в семье еврейских иммигрантов из Центральной Европы. Его отец, дантист по профессии, был глубоко начитанным человеком, а также владел четырьмя языками.
В период Второй мировой войны Марголис служил десантником. Он был ранен в битве при Арденнах, и там же потерял своего единственного брата. В 1947 году Марголис поступил в Колумбийский университет, где в 1950 году получил степень магистра философии. В 1953 году он стал доктором философии, защитив диссертацию на тему «Искусство свободы: очерк этической теории».
Марголис преподавал философию во многих учреждениях, включая Университет Лонг-Айленда (1947—1956), Университет Южной Каролины (1956—1958), Университет Цинциннати (1960—1964) и Университет Западного Онтарио (1965—1967). С 1968 года он является профессором университета Темпл. С 1991 года возглавляет кафедру философии университета. Марголис читал лекции в Европе, в Японии, Новой Зеландии и Южной Африке.
Марголис также вел лекции в качестве приглашенного профессора в Северо-Западном университете, Калифорнийском университете в Беркли, в Университете Торонто и Нью-Йоркском университете. Он является членом нескольких национальных и международных философских организаций. В 1987—1989 годах Марголис занимал пост президента Американского общества эстетики. Кроме того, он был членом редакционных советов различных научных журналов, включая American Philosophical Quarterly и The Monist.
В 1973 году Марголис был одним из подписантов Второго гуманистического манифеста.

## Философия
Джозеф Марголис в своих работах (в частности «Личность и сознание») обосновывает концепцию «эмерджентистского материализма», сторонники которого выступают против идеализма и религиозного мировоззрения. При этом он подвергает критике научный материализм, доказывая ошибочность его физикалистских и редукционных принципов.
Сторонники научного материализма полагают, что человек представляет собой некий физический объект, ничем не отличающийся от остальной природы. Все духовное рассматривается научными материалистами как «подкласс» физического. Марголис видит в этой модели значительное упрощение человеческой психики. По его мнению, она не учитывает роли, особенностей и значения культуры. Личность не может рассматриваться вне культуры. Одна из важнейших идей автора состоит в том, что «теория личности есть сжатое выражение теории культуры». Именно поэтому естественнонаучный подход к представлению человека лишён смысла.
Суть выдвигаемого Марголисом «эмерджентистского материализма» заключается в том, что духовные явления и явления культуры должны определяться как «эмерджентные свойства» высокоразвитых материальных систем. Они обозначаются как «эмерджентные» (от лат. emergo — появляюсь, возникаю) в связи с тем, что являются результатом развития сложных материальных систем, сформированных в целостные образования.
Марголис выступает за «единство науки», в частности за сближение различных философских школ. По его мнению, это сближение должно «опираться на следующие новые тенденции развития философии:
— сближение философских традиций англоязычных стран (аналитическая философия, философия опыта) с традициями континентальной европейской философии (герменевтика, филoсофия разума);
— сближение философии и методологии естественных и социально-гуманитарных наук; сближение философии и методологии науки с историей науки;
— акцент на исследованиях проблематики инноваций, развития и научных открытий».
С точки зрения Марголиса, любая философская теория является неполной, если не объясняет природу психики и личности и, таким образом, не оказывает влияния на развитие исторических и поведенческих дисциплин.

### Эстетика
Обращаясь к вопросам эстетики Марголис избирает некий средний путь между идеалистической и редукционистской теориями искусства. Он отвергает как дуализм, так и редукционистский материализм, позиционируя себя как сторонника научного нередуктивного материализма.
Марголис выделяет в своей философии так называемые «культурные сущности», которые являются частью «эмерджентных сущностей». К ним относятся личности и продукты их деятельности (произведения искусства, машины, социальные организации и т. п.). Они обладают общей особой онтологией вне зависимости от того, есть у них психические качества или нет.
Произведения искусства, по мнению Марголиса, — это культурные эмерджентные сущности. Картина, хоть и воплощается в физическом объекте, не идентична этому объекту, поскольку обладает свойствами, отличными от тех, которые приписываются физическому объекту. Описывая физический объект, мы не можем употреблять взаимоисключающие характеристики: он не может быть одновременно «квадратным» и «неквадратным». Однако что касается самого произведения искусства, то здесь допустимы различные интерпретации, поскольку произведение искусства не тождественно физическому объекту. Чёткого различия между тем, что изображено на картине, и тем, какая интерпретация ей приписывается, может и не быть. Но это верно далеко не для всех случаев. Данная позиция Марголиса связана с тем, что будучи релятивистом, он тем не менее выступает против радикального субъективизма. Все интерпретации должны исходить из критериев критического правдоподобия, правильно описывать произведение и соответствовать традиционной критике.
Марголис в своих работах пытается найти ответы на ключевые вопросы эстетики, разбирает позицию своих коллег-эстетиков и находит свои, кардинально иные ответы на поставленные вопросы. Он полемизирует с Стросоном, Данто, Бердсли, Сибли, Диффи, Дики, Гудманом и другими философами. Он выступает против теории репрезентации Гомбриха, критикует платонистическую теорию перцептивных форм Арнхейма и отвергает взгляд Гибсона на восприятие.
В своей работе The Flux of History and the Flux of Science (1993) Марголис утверждает, что в современном мире интерпретация играет центральную роль в объяснении как культурных, так и природных явлений.

## Публикации

### Монографии
1. Three Paradoxes of Personhood: The Venetian Lectures (Roberta Dreon editor). Mimesis International 2017. 140 pp.
2. Toward a Metaphysics of Culture. New York: Routledge, 2016. 232 pp.
3. Pragmatism Ascendent: A Yard of Narrative, A Touch of Prophecy. Stanford University Press, 2012 (Michael A. Peters review on Notre Dame Philosophical Reviews).
4. The Cultural Space of the Arts and the Infelicities of Reductionism. New York: Columbia University Press, 2010. xvi + 213 pp.
5. Pragmatism’s Advantage: American and European Philosophy at the End of the Twentieth Century. Stanford: Stanford University Press, 2010. 172 pp.
6. Culture and Cultural Entities. 2nd edition (with new preface and concluding chapter). Dordrecht: Springer, 2009. 156 pp. (1st edition 1984).
7. The Arts and the Definition of the Human: Toward a Philosophical Anthropology. Stanford: Stanford University Press, 2008. 200 pp.
8. On Aesthetics: An Unforgiving Introduction. Belmont, Cal.: Wadworth, 2008. 204 pp.
9. Pragmatism Without Foundations: Reconciling Relativism and Realism. 2nd edition. London and New York: Continuum, 2007. 286 pp. (1st edition 1986)
10. Introduction to Philosophical Problems. 2nd edition. London and New York: Continuum, 2006. 266 pp. (1st edition titled Knowledge and Existence 1973)
11. Moral Philosophy After 9/11. University Park, PA: Pennsylvania State University Press, 2004. 150 pp.
12. The Unraveling of Scientism: American Philosophy at the End of the Twentieth Century. Ithaca, N.Y.: Cornell University Press, 2003. 178 pp.
13. Reinventing Pragmatism: American Philosophy at the End of the Twentieth Century. Ithaca, N.Y.: Cornell University Press, 2002. 224 pp.
14. Selves and Other Texts: The Case for Cultural Realism. University Park: Pennsylvania State University Press, 2001. 224 pp
15. What, After All, Is a Work of Art? Lectures in the Philosophy of Art. University Park: Pennsylvania State University Press, 1999. xxii+ 143 pp.
16. A Second-Best Morality. The Lindley Lecture, University of Kansas, 14 October 1997. Lawrence: University of Kansas, 1998. 26 pp.
17. Life without Principles: Reconciling Theory and Practice. Oxford: Basil Blackwell, 1996. x + 262 pp.
18. Historied Thought, Constructed World: A Conceptual Primer for the Turn of the Millennium. Berkeley: University of California Press, 1995. x + 377 pp. (text online at escholarship.org)
19. Interpretation Radical But Not Unruly: The New Puzzle of the Arts and History. Berkeley: University of California Press, 1995. xiii + 312pp. (text online at escholarship.org)
20. The Flux of History and the Flux of Science. Berkeley: University of California Press, 1993. x + 238 pp. (text online at escholarship.org)
21. The Truth about Relativism. Oxford: Basil Blackwell, 1991. xvi + 224pp.
22. Texts Without Referents: Reconciling Science and Narrative. Oxford: Basil Blackwell, 1989. xxiv + 386 pp.
23. Science Without Unity: Reconciling the Natural and the Human Sciences. Oxford: Basil Blackwell, 1987. xxii + 470 pp.
24. Pragmatism Without Foundations: Reconciling Relativism and Realism. Oxford: Basil Blackwell, 1986. xx + 320 pp.
25. Psychology: Designing the Discipline. With Peter Manicas, Rom Harré, and Paul Secord. Oxford: Basil Blackwell, 1986. viii + 168 pp.
26. Culture and Cultural Entities. Dordrecht: D. Reidel, 1984. xiv + 162 pp.
27. Philosophy of Psychology. Englewood Cliffs: Prentice-Hall, 1984. xvi + 107 pp.
28. Art and Philosophy. Atlantic Highlands, N.J.: Humanities Press; Hassocks: Harvester Press, 1980. xiii + 350 pp.
29. Личность и сознание. М.: Прогресс, 1986. 424 с. (Persons and Minds. Boston Studies in the Philosophy of Science. Dordrecht: D. Reidel, 1978. x + 301pp.)
30. Negativities: The Limits of Life. Columbus, Ohio: Charles Merrill, 1975. ix + 166 pp.
31. Knowledge and Existence: An Introduction to Philosophical Problems. New York: Oxford University Press, 1973. xiv + 289 pp.
32. Values and Conduct. Oxford: Oxford University Press, 1971. x + 227 pp.
33. Psychotherapy and Morality: A Study of Two Concepts. New York: Random House, 1966. xii + 174 pp.
34. The Language of Art and Art Criticism: Analytic Questions in Aesthetics. Detroit: Wayne State University Press, 1965. 201 pp.
35. The Art of Freedom: An Essay in Ethical Theory. Dissertation, Columbia University, 1953.

### Статьи
1. A Companion To Pragmatism. Edited by John R. Shook and Joseph Margolis. Oxford: Blackwell, 2006.
2. History, Historicity and Science. Edited by Tom Rockmore and Joseph Margolis. Aldershot, UK and Burlington, Vt.: Ashgate, 2006
3. The Philosophical Challenge of September 11. Edited with Armen Marsoobian and Tom Rockmore. Oxford: Blackwell, 2003. 260pp.
4. The Quarrel between Invariance and Flux: A Guide for Philosophers and Other Players. With Jacques Catudal. University Park: Pennsylvania State University Press, 2001. 273pp.
5. The Philosophy of Interpretation, Edited by Joseph Margolis and Tom Rockmore. Oxford: Basil Blackwell, 2000. (Also published in Metaphilosophy 31.1-2 (January 2000): 1-228.)
6. A Companion to Aesthetics. Edited by David E. Cooper with advisory editors Joseph Margolis and Crispin Sartwell. Oxford: Blackwell, 1992.
7. The Heidegger Case: On Philosophy and Politics. Edited by Joseph Margolis and Tom Rockmore Philadelphia: Temple University Press, 1992. xii + 437 pp.
8. «The Ontology of History», Joseph Margolis, Special Editor. The Monist 74.2 (April 1991): 129—292.
9. «Interpretation», Joseph Margolis, Special Editor. The Monist 73.2 (April 1990): 115—330.
10. Victor Farías, Heidegger and Nazism. Edited by Joseph Margolis and Tom Rockmore. Philadelphia: Temple University Press, 1989. xxi + 368 pp.
11. Rationality, Relativism, and the Methodology of the Human Sciences. Edited by Joseph Margolis, Michael Krausz, and Richard M. Burian. Dordrecht: Martinus Nijhoff, 1986. viii + 234 pp.
12. Philosophy Looks at the Arts, 3rd ed. Edited by Joseph Margolis. Philadelphia: Temple University Press, 1986. xii + 605 pp.
13. «Is Relativism Defensible?», Joseph Margolis, Special Editor. The Monist 67.3 (July 1984): 291—482.
14. The Worlds of Art and the World. Edited by Joseph Margolis. Grazer Philosophische Studien vol. 19. Amsterdam: Rodopi, 1983. viii + 203 pp.
15. An Introduction to Philosophical Inquiry, 2nd ed. Edited by Joseph Margolis. New York: Alfred A Knopf, 1978. xiv + 679 pp.
16. Philosophical Looks at the Arts, 2nd ed. Edited by Joseph Margolis. Philadelphia: Temple University Press, 1978. x + 481 pp.
17. Fact and Existence. Edited by Joseph Margolis. Proceedings of the University of Western Ontario Philosophy Colloguium, 1966. Oxford: Blackwell; Toronto: University of Toronto Press, 1969. viii + 144 pp.
18. An Introduction to Philosophical Inquiry. Edited by Joseph Margolis. New York: Alfred A. Knopf, 1968. xii + 942 pp.
19. Contemporary Ethical Theory. Edited by Joseph Margolis. New York: Random House, 1966. viii + 536 pp.
20. Philosophy Looks at the Arts. Edited by Joseph Margolis. New York: Charles Scribner’s Sons, 1962. x + 235 pp.